# نوزيو دي روبرتو
نوزيو دي روبرتو (بالإيطالية: Nunzio Di Roberto)‏ (21 سبتمبر 1985 بنابولي في إيطاليا - ) هو لاعب كرة قدم إيطالي في مركز مهاجم ‏. لعب مع نادي برو فيرتشيلي ونادي سيتاديلا ونادي فاريسي ونادي فروسينوني ونادي فوجيا ونادي كروتوني ونادي نابولي وGiugliano Calcio 1928 ‏ ونادي بوتنزا ونادي تارانتو 1927.

## روابط خارجية
- نوزيو دي روبرتو على موقع قاعدة بيانات كرة القدم.إي يو (الإنجليزية)
- نوزيو دي روبرتو على موقع Soccerway.com (الإنجليزية)
- نوزيو دي روبرتو على موقع عالم كرة القدم.نت (الإنجليزية)
- نوزيو دي روبرتو على موقع AS.com (الإسبانية)